# رنج عشق
رنج عشق (انگلیسی: Love Ranch) فیلم درام آمریکایی محصول سال ۲۰۱۰ میلادی به کارگردانی تیلور هاکفورد است.
از بازیگران مطرح این فیلم می‌توان به هلن میرن، جو پشی، جینا گرشان، سرخیو پریس-منچتا و برایان کرانستون اشاره کرد.